# I Should Have Never Gone Ziplining
«I Should Have Never Gone Ziplining» («Nunca debía haberme tirado por la tirolina» en España) es el sexto episodio de la decimosexta temporada de la serie animada South Park, y el episodio Nº 229 en general, se estrenó en el canal Comedy Central el 18 de abril de 2012 en los Estados Unidos. El episodio hace parodia al reality show de Animal Planet I Shouldn't Be Alive donde la pandilla de South Park van a las montañas de Colorado para intentar realizar tiros con arco, pero su viaje tomará vueltas inesperadas.
El episodio fue escrito y dirigido por el cocreador de la serie Trey Parker con clasificación TV-MA L en Estados Unidos.

## Cronología
La historia empieza con la pandilla de South Park (Kyle, Stan, Cartman y Kenny), quienes cumplen el último día de vacaciones escolares, y buscan decidir un ocio para aprovechar el día, finalmente llegan a un acuerdo unánime para llegar a practicar la tirolesa por primera vez, llegaron al sitio de la tirolesa donde los chicos y un grupo de personas recibieron instrucciones, información de seguridad y una pequeña charla antes de poner en práctica, sin embargo, a la pandilla no les gustaron dicha actividad, ya que era muy simple que bajar de una cuerda, trataron de retirarse después del primer descenso, pero el guía les informó que aún quedan 16 tirolesas por hacer en diferentes zonas de la montaña, por lo que tendrán que seguir viajando en una furgoneta transcurriendo las horas que les quedaban de vacaciones, mientras seguían practicando la tirolesa con el grupo, los chicos viven en una verdadera pesadilla que trataban de pedir ayuda para salir de la zona montañosa.
Las cosas seguían empeorando cuando Cartman, que ha bebido muchas cantidades de gaseosa con cafeína de Mountain Dew, provocando que expulsara gases intestinales constantemente, él seguía bebiendo gaseosas ahora "Double Dew" que contiene el doble de cafeína del Mountain Dew, causando que Cartman se defecara en los pantalones por tener diarrea. Los chicos empezaban a discutir entre ellos buscando el culpable de la idea de hacer tirolesa, después almorzaron varios sánduches húmedos y utilizaron ramas de árboles para formar la palabra "Ayuda" en el piso, minutos después, Cartman recibe un ataque de diarrea e intenta encontrar un baño y Kyle trata de persuadirle de usar el bosque como un baño, pero Cartman afirma que la diarrea atraería a los castores. Stan se acerca a uno de los empleados para decirles que uno de sus amigos tiene herpes como una excusa para salir del grupo, así que, a pesar de su entusiasmo con la tirolesa, el empleado apunta a un rancho de caballos cercano, y los chicos ansiosamente se dirigen hacia el rancho, pero sin embargo, ha resultado que los caballos se utilizan para un grupo de excursión, la velocidad no puede superar a más de 6 kilómetros por hora, mientras seguían cabalgando hasta una cascada junto al grupo, Kyle ya no puede continuar en la aventura producto de un desmayo. Stan descubre un puerto con lanchas y barcosdeportivas y avisa al resto de la pandilla para poder usar una lancha y escapar de la zona montañosa.
Antes de que los chicos se suban a un barco, se muestra una advertencia de discreción visual hacia el televidente, ya que entrarán en acción a la pandilla de South Park como personajes reales. Una vez dentro del barco, ellos se sentían decepcionados una vez más, pues los barcos avanzaban a 8 kilómetros por hora y Cartman es culpado por aún tener diarrea, a continuación, Cartman defeca la diarrea en el mar atrayendo a los castores y ellos calificaron que andar en barco es más aburrido que hacer tirolesa, entonces se dan cuenta de que dormirse puede resultar en la muerte, por lo que para mantener a todos despiertos, Kyle pide a Cartman a compartir su bebida (ahora "Diet Double Dew", que tiene la mitad de la cafeína de "Double Dew"), pero se niega a dejar que Kenny lo toque. Kenny finalmente muere y los demás terminan contrayendo herpes después de compartir las bebidas, al instante, Stan admitió su culpabilidad a sus amigos y reveló que la idea de practicar la tirolesa, se debe a que él podría recibir gratis un iPod Nano de quinta generación (éste ya no se había comercializado) si llevaba a la excursión con tres amigos, Stan sin embargo reveló esto antes en el episodio en una de las escenas de la entrevista que ocurren excesivamente en todas partes, aunque era reacio a decir a sus amigos. Kyle y Cartman están indignados y todos tienen un colapso emocional. Así como toda esperanza pareció perdida, los chicos son milagrosamente rescatados por Mr. Hankey que los lleva a casa. En este punto, la secuencia de acción en persona termina y vuelve a su formato de animación original (sin embargo, las pequeñas escenas de entrevistas fueron animadas durante la secuencia de acción en vivo).
Mientras los chicos viajan a South Park mediante varios medios de transportes del Mr. Hankey, el cuerpo de Kenny es entregado a su familia, y los demás fueron de tratamiento contra el herpes, Kyle se encuentra internado en el hospital tras 27 días, producto de un contagio atrapado en su nariz por el olor de las heces de Cartman, Stan realiza una charla al público acerca de la prohibición de practicar la tirolesa, y luego nuevamente termina tocando desnudo en San Diego (visto en el episodio anterior), finalmente Cartman sigue bebiendo ""Diet Double Dew" afirmando que no produce diarrea.

## Recepción
El episodio ha recibido múltiples críticas de los lectores, Marcus Gilmer del sitio The AV Club mencionó que el episodio tenía potencial, pero abandonando el aspecto de la tirolesa y centrarse en el aburrimiento de los chicos no ha funcionado, calificando en última instancia al episodio un C-.
Max Nicholson del sitio IGN dio al episodio una calificación 7.5/10 "Bueno", también mencionó que el episodio no alcanzó su máximo potencial, pero afirmó que el episodio fue entretenido.